# اچ‌ام‌سی‌اس استراتفورد (جی۳۱۰)
اچ‌ام‌سی‌اس استراتفورد (جی۳۱۰) (به انگلیسی: HMCS Stratford (J310)) یک کشتی بود که طول آن ۱۸۰ فوت (۵۵ متر) بود. این کشتی در سال ۱۹۴۲ ساخته شد.